# (499) Venusia
(499) Venusia es un asteroide perteneciente al cinturón exterior de asteroides descubierto el 24 de diciembre de 1902 por Maximilian Franz Wolf desde el observatorio de Heidelberg-Königstuhl, Alemania.
Está nombrado por la isla de Ven.

## Características orbitales
Venusia forma parte del grupo asteroidal de Hilda.